# احتراق خودبخود

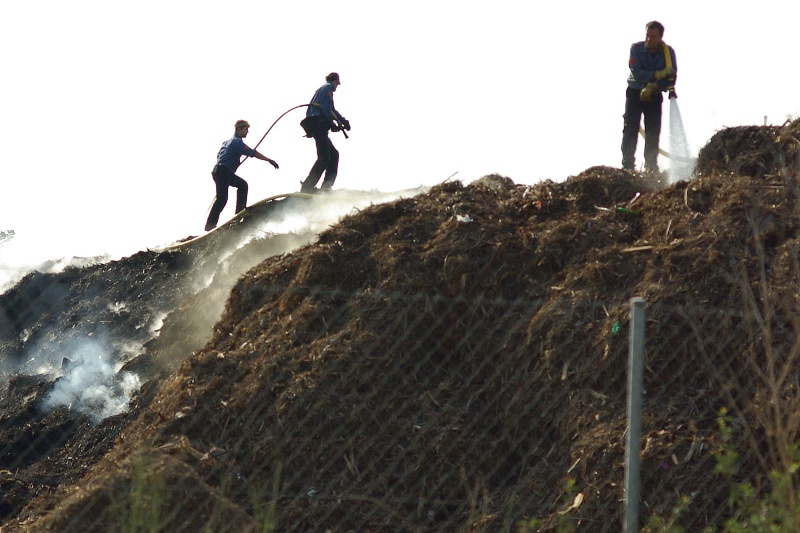
یک کپهٔ بزرگ کمپوست می‌تواند دچار احتراق خودبه خود شود چنانچه به درستی مدیریت نشود.

احتراق خودبخود یا اشتعال خودبخود نوعی احتراق است که با گرم شدن خودبخودی (افزایش دما به خاطر واکنش‌های درونی گرمازا) و به دنبال آن افزایش سریع دما و در نهایت اشتعال روی می‌دهد.

## علت
1. ماده‌ای با نقطهٔ اشتعال پایین(یونجه خشک، کاه، تورب) شروع به آزاد کردن گرما می‌کند که می‌تواند به دلایل مختلف صورت بگیرد. اکسایش با اندکی رطوبت و هوا می‌تواند یکی از دلایل باشد و از دلایل دیگر تخمیر باکتریایی است که گرما تولید می‌کند.
2. گرما توانایی فرار ندارد(یونجه خشک، کاه، تورب و غیره عایق گرما هستند) و دمای ماده افزایش پیدا می‌کند.
3. دمای ماده به بالای نقطهٔ اشتعال می‌رسد (گرچه بیشتر باکتری‌ها در دمای اشتعال نابود می‌شوند).
4. احتراق آغاز می‌شود چنانچه اکسندهٔ کافی مانند اکسیژن و سوخت برای نگه داشتن این واکنش‌ها وجود داشته باشد.